# بعثة التبشير الإفريقية
أنشئت في عام 1895،  بعثة التبشير الأفريقية (AIM) هي منظمة بعثة تبشيرية غير طائفية تركز على أفريقيا والجزر في المحيط الهندي. المهمة المعلنة هي أن نرى "الكنائس التي محورها المسيح تترسخ بين جميع الشعوب الأفريقية.
" أنشئت AIM في مستشفى كابسوار في عام 1933.

## تاريخ البعثة
كانت بدايه بعثة التبشير الأفريقية في عمل بيتر كاميرون سكوت (1867-1896)، وهو مبشر أسكتلندي أميريكي الذي خدم سنتين في الكونغو قبل أن يضطر للحصول على الرعاية الطبية في بريطانيا في عام 1892 بسبب مرض شبه قاتل. وبينما كان يتعافى، طور فكرته لإنشاء شبكة من المحطات المهمة التي من شأنها أن تمتد من الساحل الجنوبي الشرقي من أفريقيا إلى الداخل في بحيرة تشاد.وكان غير قادر على اختيار أي الكنائس في فكرة (بما في ذلك بلده)، لكنه تمكن من يأسر العديد من الأصدقاء في فيلادلفيا. في عام 1895 حيث شكلوا المجلس التبشيري بفيلادلفيا.

### البدايات
أكثر أهمية من التدريب المتخصص، وجدت البعثة القبول بين الناس على أساس قبلي من الالتزام المسيحي وتستند إلى معنويات الأخلاق المسيحية . وترأس المجلس القس تشارلز هيرلبورت، رئيس معهد الكتاب المقدس ولاية بنسلفانيا،وهي المنظمة التي وفرت معظم العاملين في البعثة في سنواته المبكرة جدا.

### المهمة التبشيرية الأولى
في 17 أغسطس 1895،بدأت المجموعة التبشيرية الأولى. وتألفت المجموعة من سكوت، وشقيقته مارغريت، وستة آخرين. وصلوا قبالة سواحل شرق افريقيا في أكتوبر تشرين الأول، وفي ما يزيد قليلا عن السنة تم إنشاء شبكة من المحطات المهمة التي من شأنها أن تمتد في نهاية المطاف من الساحل الجنوبي الشرقي للقارة إلى الداخل لبحيرة تشاد.